# نورمان بوديل
نورمان بوديل (بالإنجليزية: Norman Bodell)‏ هو لاعب كرة قدم ومدرب كرة قدم بريطاني، ولد في 29 يناير 1938 في أولدم في المملكة المتحدة. لعب مع نادي ألترينتشام ونادي روتشديل ونادي كرو ألكساندرا ونادي هاليفاكس تاون.

## وصلات خارجية
- نورمان بوديل على موقع Soccerbase.com (لاعب) (الإنجليزية)